# Eugène Martel
Pour les articles homonymes, voir Martel.

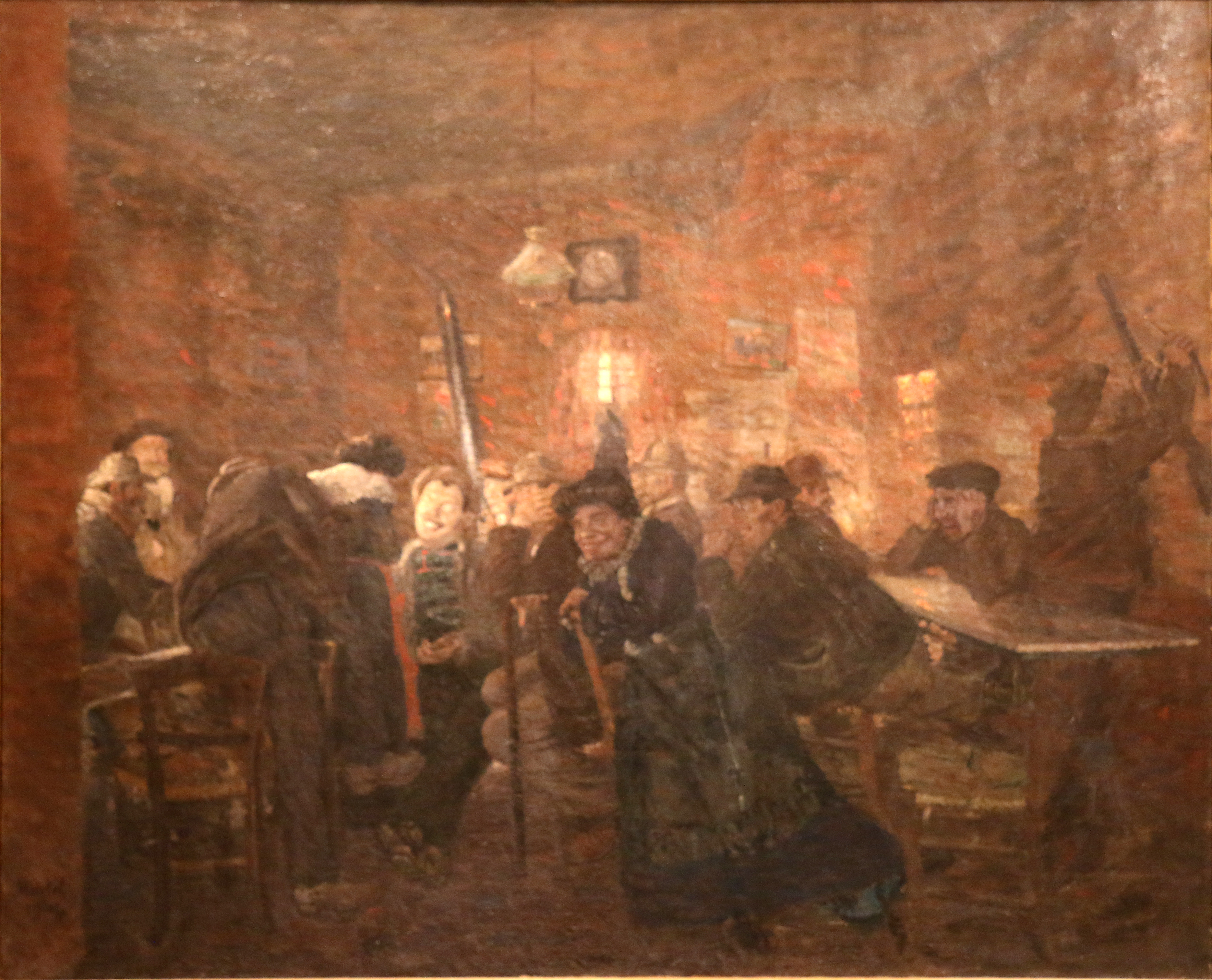

Eugène Martel, né en 1869 au Revest-du-Bion, mort en 1947 à Bollène, est un peintre français.

## Biographie
En 1892, Eugène Martel quitte Revest-du-Bion pour aller s'installer en Avignon et rencontrer Pierre Grivolas, directeur de l'école des beaux-arts, qui l'admet dans son atelier. Rapidement convaincu de ses dons, ce dernier l'envoie à l'École des beaux-arts de Paris dans l'atelier de Gustave Moreau. Il se lie d'amitié avec Simon Bussy avec lequel il partage un appartement de 1892 à 1898, d'abord au 24 rue de Visconti puis au 41 rue Bourbon, sur l'île Saint-Louis. Leur situation financière était précaire et Martel devait confesser plus tard qu'il partageait avec son ami le même pantalon, porté à tour de rôle, pour les occasions officielles. 
De retour sur le plateau d'Albion en 1898, il exprime tous ses talents de portraitiste en croquant paysans et villageois de la Haute-Provence.  
Un de ses rares paysages date de 1928, et est intitulé La Porte du mistral. Le plateau d'Albion y est présenté en fin d'après-midi, sous un ciel immense tandis que l'horizon est fermé par le massif du Ventoux.

## Œuvres dans les musées
- Aix-en-Provence, musée Granet : La partie de cartes.
- Avignon, musée Calvet : Paysans au coin du feu.
- Avignon : Musée Louis Vouland : Le café des sœurs Athanase[4] ; Portrait de Raymond Martin [5] ; Le Pommier de Pierrerousse[5] ;
- Buenos-Aires, musée des beaux-arts : Vieux paysan, Jeune campagnard, Idylle alcoolique, l'auberge.
- Digne, Musée Gassendi : Intérieur de café[6]
- Manosque, maison municipale des illustres, Le Paraïs : Portrait de Giono.
- Paris, musée d'Orsay : Le jour de la couturière, Le mitron, Cassine de vieille au petit jour, Le café (antérieurement en dépôt au musée Petiet de Limoux).